# Interlands Fins voetbalelftal 1960-1969
Deze pagina toont een chronologisch en gedetailleerd overzicht van de interlands die het Fins voetbalelftal heeft gespeeld in de periode 1960 – 1969.

## Interlands

### 1960
|                                                                                               |                                                        |       |                |                                                                                      |
| 18 mei Olympisch kwalificatietoernooi voetbal 1960 № 214 «onderlinge duels» 18:30 uur (UTC+2) | Finland                                                | 3 – 2 | West-Duitsland | Olympisch Stadion, Helsinki Toeschouwers: 7.578 Scheidsrechter: Erik Johansson (SWE) |
| 18 mei Olympisch kwalificatietoernooi voetbal 1960 № 214 «onderlinge duels» 18:30 uur (UTC+2) | Kai Pahlman 3' Unto Nevalainen 53' Juhani Peltonen 74' |       | ?              | Olympisch Stadion, Helsinki Toeschouwers: 7.578 Scheidsrechter: Erik Johansson (SWE) |

|                                                                                 |         |                                            |        |                                                                                         |
| 22 juni Noords Kampioenschap 1960/63 № 215 «onderlinge duels» 19:00 uur (UTC+2) | Finland | 0 – 3                                      | Zweden | Olympisch Stadion, Helsinki Toeschouwers: 16.156 Scheidsrechter: Kurt Tschenscher (FRG) |
| 22 juni Noords Kampioenschap 1960/63 № 215 «onderlinge duels» 19:00 uur (UTC+2) |         | 14', 77' Rune Börjesson 86' Agne Simonsson |        | Olympisch Stadion, Helsinki Toeschouwers: 16.156 Scheidsrechter: Kurt Tschenscher (FRG) |

|                                                                                     |                         |       |                       |                                                                                            |
| 10 augustus Noords Kampioenschap 1960/63 № 216 «onderlinge duels» 18:00 uur (UTC+1) | Denemarken              | 2 – 1 | Finland               | Københavns Idrætspark, Kopenhagen Toeschouwers: 37.500 Scheidsrechter: Bengt Lundell (SWE) |
| 10 augustus Noords Kampioenschap 1960/63 № 216 «onderlinge duels» 18:00 uur (UTC+1) | 34', 57' Harald Nielsen |       | Poul Jensen 3' (e.d.) | Københavns Idrætspark, Kopenhagen Toeschouwers: 37.500 Scheidsrechter: Bengt Lundell (SWE) |

|                                                                                     |                                                                                     |       |                                          |                                                                                  |
| 28 augustus Noords Kampioenschap 1960/63 № 217 «onderlinge duels» 13:15 uur (UTC+2) | Noorwegen                                                                           | 6 – 3 | Finland                                  | Ullevaalstadion, Oslo Toeschouwers: 17.703 Scheidsrechter: Valdemar Hansen (DEN) |
| 28 augustus Noords Kampioenschap 1960/63 № 217 «onderlinge duels» 13:15 uur (UTC+2) | Rolf Birger Pedersen 23', 50' Roald Jensen 36' Harald Hennum 70' Axel Berg 71', 80' |       | 20' Kai Pahlman 61', 89' Hannu Kankkonen | Ullevaalstadion, Oslo Toeschouwers: 17.703 Scheidsrechter: Valdemar Hansen (DEN) |

|                                                                              |                 |       |                                         |                                                                                       |
| 25 september WK 1962 kwalificatie № 218 «onderlinge duels» 14:00 uur (UTC+2) | Finland         | 1 – 2 | Frankrijk                               | Olympisch Stadion, Helsinki Toeschouwers: 15.572 Scheidsrechter: Johannes Malka (FRG) |
| 25 september WK 1962 kwalificatie № 218 «onderlinge duels» 14:00 uur (UTC+2) | Kai Pahlman 30' |       | 63' Maryan Wisniewski 83' Joseph Ujlaki | Olympisch Stadion, Helsinki Toeschouwers: 15.572 Scheidsrechter: Johannes Malka (FRG) |

|                                                                         |                                                                                              |       |                    |                                                                                 |
| 30 oktober Vriendschappelijk № 219 «onderlinge duels» 14:00 uur (UTC+1) | Duitse Democratische Republiek                                                               | 5 – 1 | Finland            | Ostseestadion, Rostock Toeschouwers: 15.000 Scheidsrechter: Tage Sørensen (DEN) |
| 30 oktober Vriendschappelijk № 219 «onderlinge duels» 14:00 uur (UTC+1) | Jürgen Nöldner 28', 76' Dieter Erler 32' Peter Ducke 33' Werner Heine 52' Jürgen Nöldner 76' |       | 86' Aulis Rytkönen | Ostseestadion, Rostock Toeschouwers: 15.000 Scheidsrechter: Tage Sørensen (DEN) |

### 1961
|                                                                         |         |                                        |           |                                                                                         |
| 16 juni WK 1962 kwalificatie № 220 «onderlinge duels» 19:00 uur (UTC+2) | Finland | 0 – 2                                  | Bulgarije | Olympisch Stadion, Helsinki Toeschouwers: 11.977 Scheidsrechter: Nikolay Latyshev (URS) |
| 16 juni WK 1962 kwalificatie № 220 «onderlinge duels» 19:00 uur (UTC+2) |         | 35' Hristo Iliev 75' (pen.) Ivan Kolev |           | Olympisch Stadion, Helsinki Toeschouwers: 11.977 Scheidsrechter: Nikolay Latyshev (URS) |

|                                                                                 |                                                                       |       |                          |                                                                                     |
| 27 juni Noords Kampioenschap 1960/63 № 221 «onderlinge duels» 18:00 uur (UTC+2) | Finland                                                               | 4 – 1 | Noorwegen                | Olympisch Stadion, Helsinki Toeschouwers: 8.712 Scheidsrechter: Einar Boström (SWE) |
| 27 juni Noords Kampioenschap 1960/63 № 221 «onderlinge duels» 18:00 uur (UTC+2) | Kai Pahlman 19' Matti Mäkelä 32' Stig Holmqvist 43' Semi Nuoranen 58' |       | 44' Rolf Birger Pedersen | Olympisch Stadion, Helsinki Toeschouwers: 8.712 Scheidsrechter: Einar Boström (SWE) |

|                                                                                    |                                                          |       |         |                                                                                            |
| 9 augustus Noords Kampioenschap 1960/63 № 222 «onderlinge duels» 18:30 uur (UTC+1) | Zweden                                                   | 4 – 0 | Finland | Norrköpings Idrottspark, Norrköping Toeschouwers: 10.868 Scheidsrechter: Jarl Hansen (DEN) |
| 9 augustus Noords Kampioenschap 1960/63 № 222 «onderlinge duels» 18:30 uur (UTC+1) | Ingvar Svahn 10', 41' Harry Bild 83' Lennart Backman 83' |       |         | Norrköpings Idrottspark, Norrköping Toeschouwers: 10.868 Scheidsrechter: Jarl Hansen (DEN) |

|                                                                              |                                                                                   |       |                 |                                                                                      |
| 28 september WK 1962 kwalificatie № 223 «onderlinge duels» 17:00 uur (UTC+1) | Frankrijk                                                                         | 5 – 1 | Finland         | Parc des Princes, Parijs Toeschouwers: 17.013 Scheidsrechter: Gottfried Dienst (SUI) |
| 28 september WK 1962 kwalificatie № 223 «onderlinge duels» 17:00 uur (UTC+1) | Jacques Faivre 6', 41' Maryan Wisniewski 12' Roger Piantoni 79' Ernie Schultz 86' |       | 44' Kai Pahlman | Parc des Princes, Parijs Toeschouwers: 17.013 Scheidsrechter: Gottfried Dienst (SUI) |

|                                                                                    |                                                                                                |       |                   |                                                                                                  |
| 15 oktober Noords Kampioenschap 1960/63 № 224 «onderlinge duels» 13:30 uur (UTC+1) | Denemarken                                                                                     | 9 – 1 | Finland           | Københavns Idrætspark, Kopenhagen Toeschouwers: 35.600 Scheidsrechter: Alfred Haberfellner (AUT) |
| 15 oktober Noords Kampioenschap 1960/63 № 224 «onderlinge duels» 13:30 uur (UTC+1) | Jørn Sørensen 7', 52', 85' John Danielsen 14', 24' Ole Madsen 46', 78' Egon Rasmussen 57', 71' |       | 81' Tor Österlund | Københavns Idrætspark, Kopenhagen Toeschouwers: 35.600 Scheidsrechter: Alfred Haberfellner (AUT) |

|                                                          |                                                       |       |                      |                                                                                              |
| 29 oktober WK 1962 kwalificatie № 225 «onderlinge duels» | Bulgarije                                             | 3 – 1 | Finland              | Vasil Levski Nationaal Stadion, Sofia Toeschouwers: 45.000 Scheidsrechter: Cezmi Başar (TUR) |
| 29 oktober WK 1962 kwalificatie № 225 «onderlinge duels» | Dimitr Yakimov 28' Todor Diev 34' Petar Velichkov 85' |       | 9' Sauli Pietiläinen | Vasil Levski Nationaal Stadion, Sofia Toeschouwers: 45.000 Scheidsrechter: Cezmi Başar (TUR) |

### 1962
|                                                                                 |         |                                               |        |                                                                                          |
| 19 juni Noords Kampioenschap 1960/63 № 226 «onderlinge duels» 19:00 uur (UTC+2) | Finland | 0 – 3                                         | Zweden | Olympisch Stadion, Helsinki Toeschouwers: 17.555 Scheidsrechter: Erling Rolf Olsen (NOR) |
| 19 juni Noords Kampioenschap 1960/63 № 226 «onderlinge duels» 19:00 uur (UTC+2) |         | 40' Ove Grahn 51' Yngve Brodd 71' Owe Ohlsson |        | Olympisch Stadion, Helsinki Toeschouwers: 17.555 Scheidsrechter: Erling Rolf Olsen (NOR) |

|                                                                                     |                                          |       |                  |                                                                                 |
| 26 augustus Noords Kampioenschap 1960/63 № 227 «onderlinge duels» 13:15 uur (UTC+2) | Noorwegen                                | 2 – 1 | Finland          | Brannstadion, Bergen Toeschouwers: 20.500 Scheidsrechter: Werner Treichel (FRG) |
| 26 augustus Noords Kampioenschap 1960/63 № 227 «onderlinge duels» 13:15 uur (UTC+2) | Olav Nilsen 42' Ragnar Larsen 48' (pen.) |       | 17' Matti Mäkelä | Brannstadion, Bergen Toeschouwers: 20.500 Scheidsrechter: Werner Treichel (FRG) |

|                                                                                      |                    |       |                                                                                    |                                                                                     |
| 16 september Noords Kampioenschap 1960/63 № 228 «onderlinge duels» 13:30 uur (UTC+2) | Finland            | 1 – 6 | Denemarken                                                                         | Olympisch Stadion, Helsinki Toeschouwers: 9.276 Scheidsrechter: Sergey Alimov (URS) |
| 16 september Noords Kampioenschap 1960/63 № 228 «onderlinge duels» 13:30 uur (UTC+2) | Rauli Virtanen 13' |       | 4' Eyvind Clausen 14', 49' Henning Enoksen 36' Helge Jørgensen 39', 69' Ole Madsen | Olympisch Stadion, Helsinki Toeschouwers: 9.276 Scheidsrechter: Sergey Alimov (URS) |

### 1963
|                                                                                |                     |       |                 |                                                                                            |
| 3 juni Noords Kampioenschap 1960/63 № 229 «onderlinge duels» 13:30 uur (UTC+1) | Denemarken          | 1 – 1 | Finland         | Københavns Idrætspark, Kopenhagen Toeschouwers: 21.600 Scheidsrechter: Birger Nilsen (NOR) |
| 3 juni Noords Kampioenschap 1960/63 № 229 «onderlinge duels» 13:30 uur (UTC+1) | Henning Enoksen 86' |       | 62' Kai Pahlman | Københavns Idrætspark, Kopenhagen Toeschouwers: 21.600 Scheidsrechter: Birger Nilsen (NOR) |

|                                                                                 |                                             |       |           |                                                                                          |
| 27 juni Noords Kampioenschap 1960/63 № 230 «onderlinge duels» 19:00 uur (UTC+2) | Finland                                     | 2 – 0 | Noorwegen | Olympisch Stadion, Helsinki Toeschouwers: 11.603 Scheidsrechter: Bramming Sørensen (DEN) |
| 27 juni Noords Kampioenschap 1960/63 № 230 «onderlinge duels» 19:00 uur (UTC+2) | Kai Pahlman 53' (pen.) Juha Lyytikäinen 68' |       |           | Olympisch Stadion, Helsinki Toeschouwers: 11.603 Scheidsrechter: Bramming Sørensen (DEN) |

|                                                                                                |             |       |         |                                                                               |
| 22 juli Olympisch kwalificatietoernooi voetbal 1964 № 231 «onderlinge duels» 18:30 uur (UTC+3) | Sovjet-Unie | 7 – 0 | Finland | Centraal Stadion, Kiev Toeschouwers: 48.000 Scheidsrechter: Milan Fencl (TCH) |
| 22 juli Olympisch kwalificatietoernooi voetbal 1964 № 231 «onderlinge duels» 18:30 uur (UTC+3) | ?           |       |         | Centraal Stadion, Kiev Toeschouwers: 48.000 Scheidsrechter: Milan Fencl (TCH) |

|                                                                                                   |         |       |             |                                                                                   |
| 1 augustus Olympisch kwalificatietoernooi voetbal 1964 № 232 «onderlinge duels» 19:00 uur (UTC+2) | Finland | 0 – 4 | Sovjet-Unie | Olympisch Stadion, Helsinki Toeschouwers: 6.485 Scheidsrechter: Bertil Lööw (SWE) |
| 1 augustus Olympisch kwalificatietoernooi voetbal 1964 № 232 «onderlinge duels» 19:00 uur (UTC+2) |         | ?     |             | Olympisch Stadion, Helsinki Toeschouwers: 6.485 Scheidsrechter: Bertil Lööw (SWE) |

|                                                                                     |        |       |         |                                                                                   |
| 14 augustus Noords Kampioenschap 1960/63 № 233 «onderlinge duels» 19:00 uur (UTC+1) | Zweden | 0 – 0 | Finland | Råsundastadion, Solna Toeschouwers: 7.788 Scheidsrechter: Hannes Sigurðsson (ISL) |
| 14 augustus Noords Kampioenschap 1960/63 № 233 «onderlinge duels» 19:00 uur (UTC+1) |        |       |         | Råsundastadion, Solna Toeschouwers: 7.788 Scheidsrechter: Hannes Sigurðsson (ISL) |

### 1964
|                                                                     |                     |       |                                                                          |                                                                                      |
| 7 juni Vriendschappelijk № 234 «onderlinge duels» 14:00 uur (UTC+2) | Finland             | 1 – 4 | West-Duitsland                                                           | Olympisch Stadion, Helsinki Toeschouwers: 11.056 Scheidsrechter: Curt Liedberg (SWE) |
| 7 juni Vriendschappelijk № 234 «onderlinge duels» 14:00 uur (UTC+2) | Juhani Peltonen 24' |       | 13' Rolf Geiger 36' Wolfgang Overath 39' Aki Schmidt 71' Engelbert Kraus | Olympisch Stadion, Helsinki Toeschouwers: 11.056 Scheidsrechter: Curt Liedberg (SWE) |

|                                                                                    |                 |       |        |                                                                                      |
| 2 augustus Noords Kampioenschap 1964/67 № 235 «onderlinge duels» 18:00 uur (UTC+2) | Finland         | 1 – 0 | Zweden | Olympisch Stadion, Helsinki Toeschouwers: 15.551 Scheidsrechter: Helmut Köhler (DDR) |
| 2 augustus Noords Kampioenschap 1964/67 № 235 «onderlinge duels» 18:00 uur (UTC+2) | Harri Järvi 59' |       |        | Olympisch Stadion, Helsinki Toeschouwers: 15.551 Scheidsrechter: Helmut Köhler (DDR) |

|                                                                                     |                                  |       |         |                                                                                      |
| 20 augustus Noords Kampioenschap 1964/67 № 236 «onderlinge duels» 18:30 uur (UTC+2) | Noorwegen                        | 2 – 0 | Finland | Lerkendalstadion, Trondheim Toeschouwers: 17.056 Scheidsrechter: Einer Poulsen (DEN) |
| 20 augustus Noords Kampioenschap 1964/67 № 236 «onderlinge duels» 18:30 uur (UTC+2) | Harald Berg 20' Finn Seemann 30' |       |         | Lerkendalstadion, Trondheim Toeschouwers: 17.056 Scheidsrechter: Einer Poulsen (DEN) |

|                                                                        |         |                                   |         |                                                                                    |
| 23 augustus Vriendschappelijk № 237 «onderlinge duels» 16:00 uur (UTC) | IJsland | 0 – 2                             | Finland | Laugardalsvöllur, Reykjavik Toeschouwers: 5.039 Scheidsrechter: Paddy Graham (IRL) |
| 23 augustus Vriendschappelijk № 237 «onderlinge duels» 16:00 uur (UTC) |         | 34' Harri Järvi 76' Rauno Kestilä |         | Laugardalsvöllur, Reykjavik Toeschouwers: 5.039 Scheidsrechter: Paddy Graham (IRL) |

|                                                                                     |                                     |       |                      |                                                                                    |
| 6 september Noords Kampioenschap 1964/67 № 238 «onderlinge duels» 15:00 uur (UTC+2) | Finland                             | 2 – 1 | Denemarken           | Olympisch Stadion, Helsinki Toeschouwers: 16.319 Scheidsrechter: Bertil Lööw (SWE) |
| 6 september Noords Kampioenschap 1964/67 № 238 «onderlinge duels» 15:00 uur (UTC+2) | Harri Järvi 24' Juhani Peltonen 76' |       | 85' Jørgen Rasmussen | Olympisch Stadion, Helsinki Toeschouwers: 16.319 Scheidsrechter: Bertil Lööw (SWE) |

|                                                                            |                                                  |       |                     |                                                                                |
| 21 oktober WK 1966 kwalificatie № 239 «onderlinge duels» 19:30 uur (UTC+1) | Schotland                                        | 3 – 1 | Finland             | Hampden Park, Glasgow Toeschouwers: 54.442 Scheidsrechter: Joseph Hannet (BEL) |
| 21 oktober WK 1966 kwalificatie № 239 «onderlinge duels» 19:30 uur (UTC+1) | Denis Law 2' Stevie Chalmers 38' Dave Gibson 42' |       | 70' Juhani Peltonen | Hampden Park, Glasgow Toeschouwers: 54.442 Scheidsrechter: Joseph Hannet (BEL) |

|                                                                            | |       |                     |                                                                                        |
| 4 november WK 1966 kwalificatie № 240 «onderlinge duels» 14:45 uur (UTC+1) | Italië | 6 – 1 | Finland             | Stadio Luigi Ferraris, Genua Toeschouwers: 27.778 Scheidsrechter: Manuel Lousada (POR) |
| 4 november WK 1966 kwalificatie № 240 «onderlinge duels» 14:45 uur (UTC+1) | Giacinto Facchetti 1' Stig Holmqvist 8' (e.d.) Gianni Rivera 16' Giacomo Bulgarelli 49' Alessandro Mazzola 54', 83' |       | 88' Juhani Peltonen | Stadio Luigi Ferraris, Genua Toeschouwers: 27.778 Scheidsrechter: Manuel Lousada (POR) |

### 1965
|                                                                        |                     |       |                                 |                                                                                     |
| 27 mei WK 1966 kwalificatie № 241 «onderlinge duels» 17:00 uur (UTC+2) | Finland             | 1 – 2 | Schotland                       | Olympisch Stadion, Helsinki Toeschouwers: 20.162 Scheidsrechter: Erwin Vetter (DDR) |
| 27 mei WK 1966 kwalificatie № 241 «onderlinge duels» 17:00 uur (UTC+2) | Martti Hyvärinen 5' |       | 37' Davie Wilson 50' John Greig | Olympisch Stadion, Helsinki Toeschouwers: 20.162 Scheidsrechter: Erwin Vetter (DDR) |

|                                                                                |                                             |       |               |                                                                                                  |
| 9 juni Noords Kampioenschap 1964/67 № 242 «onderlinge duels» 19:00 uur (UTC+1) | Denemarken                                  | 3 – 1 | Finland       | Københavns Idrætspark, Kopenhagen Toeschouwers: 33.400 Scheidsrechter: Gerhard Schulenburg (FRG) |
| 9 juni Noords Kampioenschap 1964/67 № 242 «onderlinge duels» 19:00 uur (UTC+1) | Ole Sørensen 47' (pen.) Ole Madsen 53', 60' |       | 7' Arto Tolsa | Københavns Idrætspark, Kopenhagen Toeschouwers: 33.400 Scheidsrechter: Gerhard Schulenburg (FRG) |

|                                                                         |         |                             |        |                                                                                        |
| 23 juni WK 1966 kwalificatie № 243 «onderlinge duels» 19:00 uur (UTC+2) | Finland | 0 – 2                       | Italië | Olympisch Stadion, Helsinki Toeschouwers: 19.995 Scheidsrechter: Tofik Bakhramov (URS) |
| 23 juni WK 1966 kwalificatie № 243 «onderlinge duels» 19:00 uur (UTC+2) |         | 33', 78' Alessandro Mazzola |        | Olympisch Stadion, Helsinki Toeschouwers: 19.995 Scheidsrechter: Tofik Bakhramov (URS) |

|                                                                                    |                                                                          |       |           |                                                                                      |
| 8 augustus Noords Kampioenschap 1964/67 № 244 «onderlinge duels» 18:30 uur (UTC+2) | Finland                                                                  | 4 – 0 | Noorwegen | Olympisch Stadion, Helsinki Toeschouwers: 16.525 Scheidsrechter: Einar Boström (SWE) |
| 8 augustus Noords Kampioenschap 1964/67 № 244 «onderlinge duels» 18:30 uur (UTC+2) | Kai Pahlman 36' Asko Mäkilä 63' Markku Kumpulampi 79' Tommy Lindholm 88' |       |           | Olympisch Stadion, Helsinki Toeschouwers: 16.525 Scheidsrechter: Einar Boström (SWE) |

|                                                                                     |                                  |       |                                 |                                                                                  |
| 22 augustus Noords Kampioenschap 1964/67 № 245 «onderlinge duels» 13:30 uur (UTC+1) | Zweden                           | 2 – 2 | Finland                         | Skogsvallen, Luleå Toeschouwers: 13.970 Scheidsrechter: Carl Werner Hansen (DEN) |
| 22 augustus Noords Kampioenschap 1964/67 № 245 «onderlinge duels» 13:30 uur (UTC+1) | Harry Bild 2' Agne Simonsson 82' |       | 35' Kai Pahlman 55' Asko Mäkilä | Skogsvallen, Luleå Toeschouwers: 13.970 Scheidsrechter: Carl Werner Hansen (DEN) |

|                                                                              |                                      |       |       |                                                                                     |
| 26 september WK 1966 kwalificatie № 246 «onderlinge duels» 14:00 uur (UTC+2) | Finland                              | 2 – 0 | Polen | Olympisch Stadion, Helsinki Toeschouwers: 7.859 Scheidsrechter: Hans Granlund (NOR) |
| 26 september WK 1966 kwalificatie № 246 «onderlinge duels» 14:00 uur (UTC+2) | Juhani Peltonen 1' Semi Nuoranen 27' |       |       | Olympisch Stadion, Helsinki Toeschouwers: 7.859 Scheidsrechter: Hans Granlund (NOR) |

|                                                                            |                                                                                                  |       |         |                                                                                      |
| 24 oktober WK 1966 kwalificatie № 247 «onderlinge duels» 12:00 uur (UTC+1) | Polen                                                                                            | 7 – 0 | Finland | Stadion Miejski, Szczecin Toeschouwers: 30.500 Scheidsrechter: Alojz Obtulovič (TCH) |
| 24 oktober WK 1966 kwalificatie № 247 «onderlinge duels» 12:00 uur (UTC+1) | Włodzimierz Lubański 19', 21', 24' Ernest Pohl 29' Jerzy Sadek 33', 79' Włodzimierz Lubański 41' |       |         | Stadion Miejski, Szczecin Toeschouwers: 30.500 Scheidsrechter: Alojz Obtulovič (TCH) |

|                                                       |                |       |                                |                                                                                                  |
| 27 oktober Vriendschappelijk № 248 «onderlinge duels» | West-Duitsland | 6 – 2 | Finland                        | Stadion an der Berliner Straße, Wiesbaden Toeschouwers: 7.000 Scheidsrechter: Norman Mootz (LUX) |
| 27 oktober Vriendschappelijk № 248 «onderlinge duels» | ?              |       | 4' Asko Mäkilä 10' Kai Pahlman | Stadion an der Berliner Straße, Wiesbaden Toeschouwers: 7.000 Scheidsrechter: Norman Mootz (LUX) |

### 1966
|                                                                    |         |                                        |        |                                                                                     |
| 8 mei Vriendschappelijk № 249 «onderlinge duels» 17:00 uur (UTC+2) | Finland | 0 – 3                                  | Israël | Olympisch Stadion, Helsinki Toeschouwers: 14.788 Scheidsrechter: Arvo Jokinen (FIN) |
| 8 mei Vriendschappelijk № 249 «onderlinge duels» 17:00 uur (UTC+2) |         | 74' Roby Young 75', 87' Nahum Stelmach |        | Olympisch Stadion, Helsinki Toeschouwers: 14.788 Scheidsrechter: Arvo Jokinen (FIN) |

|                                                                                |                    |       |        |                                                                                      |
| 4 juni Noords Kampioenschap 1964/67 № 250 «onderlinge duels» 19:00 uur (UTC+2) | Finland            | 1 – 0 | Zweden | Olympisch Stadion, Helsinki Toeschouwers: 29.622 Scheidsrechter: Birger Nilsen (NOR) |
| 4 juni Noords Kampioenschap 1964/67 № 250 «onderlinge duels» 19:00 uur (UTC+2) | Tommy Lindholm 20' |       |        | Olympisch Stadion, Helsinki Toeschouwers: 29.622 Scheidsrechter: Birger Nilsen (NOR) |

|                                                                      |         |                                                      |          |                                                                                     |
| 26 juni Vriendschappelijk № 251 «onderlinge duels» 19:00 uur (UTC+2) | Finland | 0 – 3                                                | Engeland | Olympisch Stadion, Helsinki Toeschouwers: 12.899 Scheidsrechter: Frede Hansen (DEN) |
| 26 juni Vriendschappelijk № 251 «onderlinge duels» 19:00 uur (UTC+2) |         | 42' Martin Peters 44' Roger Hunt 89' Jackie Charlton |          | Olympisch Stadion, Helsinki Toeschouwers: 12.899 Scheidsrechter: Frede Hansen (DEN) |

|                                                                                     |                   |       |                    |                                                                                            |
| 14 augustus Noords Kampioenschap 1964/67 № 252 «onderlinge duels» 13:15 uur (UTC+1) | Noorwegen         | 1 – 1 | Finland            | Stavangerstadion, Stavanger Toeschouwers: 11.500 Scheidsrechter: Gerhard Schulenburg (FRG) |
| 14 augustus Noords Kampioenschap 1964/67 № 252 «onderlinge duels» 13:15 uur (UTC+1) | Arne Pedersen 25' |       | 68' Tommy Lindholm | Stavangerstadion, Stavanger Toeschouwers: 11.500 Scheidsrechter: Gerhard Schulenburg (FRG) |

|                                                                                      |                                    |       |                      |                                                                                         |
| 18 september Noords Kampioenschap 1964/67 № 253 «onderlinge duels» 14:00 uur (UTC+2) | Finland                            | 2 – 1 | Denemarken           | Olympisch Stadion, Helsinki Toeschouwers: 19.223 Scheidsrechter: Kurt Tschenscher (FRG) |
| 18 september Noords Kampioenschap 1964/67 № 253 «onderlinge duels» 14:00 uur (UTC+2) | Pertti Mäkipää 37' Aulis Laine 61' |       | 14' Jørgen Jørgensen | Olympisch Stadion, Helsinki Toeschouwers: 19.223 Scheidsrechter: Kurt Tschenscher (FRG) |

|                                                                           |         |       |            |                                                                                     |
| 2 oktober EK 1968 kwalificatie № 254 «onderlinge duels» 14:00 uur (UTC+2) | Finland | 0 – 0 | Oostenrijk | Olympisch Stadion, Helsinki Toeschouwers: 10.070 Scheidsrechter: Peter Coates (IRL) |
| 2 oktober EK 1968 kwalificatie № 254 «onderlinge duels» 14:00 uur (UTC+2) |         |       |            | Olympisch Stadion, Helsinki Toeschouwers: 10.070 Scheidsrechter: Peter Coates (IRL) |

|                                                                            |                           |       |                    |                                                                                           |
| 16 oktober EK 1968 kwalificatie № 255 «onderlinge duels» 15:30 uur (UTC+2) | Griekenland               | 2 – 1 | Finland            | Kaftanzogliostadion, Thessaloniki Toeschouwers: 27.932 Scheidsrechter: Zdeněk Valeš (TCH) |
| 16 oktober EK 1968 kwalificatie № 255 «onderlinge duels» 15:30 uur (UTC+2) | Alekos Alexiadis 39', 86' |       | 57' Pertti Mäkipää | Kaftanzogliostadion, Thessaloniki Toeschouwers: 27.932 Scheidsrechter: Zdeněk Valeš (TCH) |

### 1967
|                                                                        |                     |       |                    |                                                                                    |
| 10 mei EK 1968 kwalificatie № 256 «onderlinge duels» 18:00 uur (UTC+2) | Finland             | 1 – 1 | Griekenland        | Olympisch Stadion, Helsinki Toeschouwers: 14.056 Scheidsrechter: Piet Roomer (NED) |
| 10 mei EK 1968 kwalificatie № 256 «onderlinge duels» 18:00 uur (UTC+2) | Juhani Peltonen 18' |       | 39' Stathis Haitas | Olympisch Stadion, Helsinki Toeschouwers: 14.056 Scheidsrechter: Piet Roomer (NED) |

|                                                                                               |         |       |           |                                                                                     |
| 24 mei Olympisch kwalificatietoernooi voetbal 1968 № 257 «onderlinge duels» 19:00 uur (UTC+2) | Finland | 0 – 0 | Nederland | Olympisch Stadion, Helsinki Toeschouwers: 19.181 Scheidsrechter: Anvar Zverev (URS) |
| 24 mei Olympisch kwalificatietoernooi voetbal 1968 № 257 «onderlinge duels» 19:00 uur (UTC+2) |         |       |           | Olympisch Stadion, Helsinki Toeschouwers: 19.181 Scheidsrechter: Anvar Zverev (URS) |

|                                                                                |         |                      |           |                                                                                   |
| 1 juni Noords Kampioenschap 1964/67 № 258 «onderlinge duels» 19:00 uur (UTC+2) | Finland | 0 – 2                | Noorwegen | Olympisch Stadion, Helsinki Toeschouwers: 6.672 Scheidsrechter: Arne Jensen (DEN) |
| 1 juni Noords Kampioenschap 1964/67 № 258 «onderlinge duels» 19:00 uur (UTC+2) |         | 20', 58' Olav Nilsen |           | Olympisch Stadion, Helsinki Toeschouwers: 6.672 Scheidsrechter: Arne Jensen (DEN) |

|                                                                              |           |                 |         |                                                                                      |
| 14 juni Olympisch kwalificatietoernooi voetbal 1968 № 259 «onderlinge duels» | Nederland | 0 – 1           | Finland | Nieuw-Monnikenhuize, Arnhem Toeschouwers: 5.000 Scheidsrechter: Hubert Burguet (BEL) |
| 14 juni Olympisch kwalificatietoernooi voetbal 1968 № 259 «onderlinge duels» |           | 61' Aulis Laine |         | Nieuw-Monnikenhuize, Arnhem Toeschouwers: 5.000 Scheidsrechter: Hubert Burguet (BEL) |

|                                                                                     |                                       |       |         |                                                                                     |
| 10 augustus Noords Kampioenschap 1964/67 № 260 «onderlinge duels» 19:00 uur (UTC+1) | Zweden                                | 2 – 0 | Finland | Råsundastadion, Solna Toeschouwers: 11.909 Scheidsrechter: Stanisław Eksztajn (POL) |
| 10 augustus Noords Kampioenschap 1964/67 № 260 «onderlinge duels» 19:00 uur (UTC+1) | Leif Eriksson 44' Inge Danielsson 74' |       |         | Råsundastadion, Solna Toeschouwers: 11.909 Scheidsrechter: Stanisław Eksztajn (POL) |

|                                                                             |                                              |       |         |                                                                                          |
| 30 augustus EK 1968 kwalificatie № 261 «onderlinge duels» 19:00 uur (UTC+3) | Sovjet-Unie                                  | 2 – 0 | Finland | Centraal Leninstadion, Moskou Toeschouwers: 20.597 Scheidsrechter: Muzaffer Sarvan (TUR) |
| 30 augustus EK 1968 kwalificatie № 261 «onderlinge duels» 19:00 uur (UTC+3) | Moertaz Choertsilava 14' Igor Tsjislenko 80' |       |         | Centraal Leninstadion, Moskou Toeschouwers: 20.597 Scheidsrechter: Muzaffer Sarvan (TUR) |

|                                                           |                                                |       |                                                                                            |                                                                                 |
| 6 september EK 1968 kwalificatie № 262 «onderlinge duels» | Finland                                        | 2 – 5 | Sovjet-Unie                                                                                | Kupittaan Stadion, Turku Toeschouwers: 7.793 Scheidsrechter: Pavel Špoták (TCH) |
| 6 september EK 1968 kwalificatie № 262 «onderlinge duels» | Juhani Peltonen 18' (pen.) Simo Syrjävaara 25' |       | 2', 56' (pen.) Jozjef Sabo 14' Valeriy Maslov 35' Anatoli Banişevski 63' Edoeard Malafejew | Kupittaan Stadion, Turku Toeschouwers: 7.793 Scheidsrechter: Pavel Špoták (TCH) |

|                                                                              |                                       |       |                     |                                                                                    |
| 24 september EK 1968 kwalificatie № 263 «onderlinge duels» 15:00 uur (UTC+1) | Oostenrijk                            | 2 – 1 | Finland             | Praterstadion, Wenen Toeschouwers: 25.231 Scheidsrechter: Milivoje Gugulović (YUG) |
| 24 september EK 1968 kwalificatie № 263 «onderlinge duels» 15:00 uur (UTC+1) | Rudolf Flögel 17' Leopold Grausam 79' |       | 57' Juhani Peltonen | Praterstadion, Wenen Toeschouwers: 25.231 Scheidsrechter: Milivoje Gugulović (YUG) |

|                                                                                                   |                 |       |           |                                                                                       |
| 15 oktober Olympisch kwalificatietoernooi voetbal 1968 № 264 «onderlinge duels» 14:00 uur (UTC+2) | Finland         | 1 – 1 | Frankrijk | Olympisch Stadion, Helsinki Toeschouwers: 7.691 Scheidsrechter: Alexandru Pîrvu (ROU) |
| 15 oktober Olympisch kwalificatietoernooi voetbal 1968 № 264 «onderlinge duels» 14:00 uur (UTC+2) | Aulis Laine 22' |       | ?         | Olympisch Stadion, Helsinki Toeschouwers: 7.691 Scheidsrechter: Alexandru Pîrvu (ROU) |

|                                                                                    |                                                              |       |         |                                                                                             |
| 22 oktober Noords Kampioenschap 1964/67 № 265 «onderlinge duels» 13:30 uur (UTC+1) | Denemarken                                                   | 3 – 0 | Finland | Københavns Idrætspark, Kopenhagen Toeschouwers: 35.500 Scheidsrechter: Ivar Hornslien (NOR) |
| 22 oktober Noords Kampioenschap 1964/67 № 265 «onderlinge duels» 13:30 uur (UTC+1) | Johnny Hansen 33' Kresten Bjerre 67' (pen.) Finn Laudrup 74' |       |         | Københavns Idrætspark, Kopenhagen Toeschouwers: 35.500 Scheidsrechter: Ivar Hornslien (NOR) |

|                                                                                 |           |       |                    |                                                                                   |
| 29 oktober Olympisch kwalificatietoernooi voetbal 1968 № 266 «onderlinge duels» | Frankrijk | 3 – 1 | Finland            | Parc des Princes, Parijs Toeschouwers: 5.702 Scheidsrechter: Joaquim Campos (POR) |
| 29 oktober Olympisch kwalificatietoernooi voetbal 1968 № 266 «onderlinge duels» | ?         |       | 30' Tommy Lindholm | Parc des Princes, Parijs Toeschouwers: 5.702 Scheidsrechter: Joaquim Campos (POR) |

### 1968
|                                                                                |                |       |                                         |                                                                                     |
| 4 juni Noords Kampioenschap 1968/71 № 267 «onderlinge duels» 19:00 uur (UTC+2) | Finland        | 1 – 3 | Denemarken                              | Olympisch Stadion, Helsinki Toeschouwers: 16.082 Scheidsrechter: Sven Jonsson (SWE) |
| 4 juni Noords Kampioenschap 1968/71 № 267 «onderlinge duels» 19:00 uur (UTC+2) | Arto Tolsa 60' |       | 3', 79' Karsten Lund 18' Ulrik le Fevre | Olympisch Stadion, Helsinki Toeschouwers: 16.082 Scheidsrechter: Sven Jonsson (SWE) |

|                                                                         |                |       |                                          |                                                                                     |
| 19 juni WK 1970 kwalificatie № 268 «onderlinge duels» 19:00 uur (UTC+2) | Finland        | 1 – 2 | België                                   | Olympisch Stadion, Helsinki Toeschouwers: 10.578 Scheidsrechter: Anvar Zverev (URS) |
| 19 juni WK 1970 kwalificatie № 268 «onderlinge duels» 19:00 uur (UTC+2) | Turo Flink 15' |       | 85' Johan De Vrindt 89' Odilon Polleunis | Olympisch Stadion, Helsinki Toeschouwers: 10.578 Scheidsrechter: Anvar Zverev (URS) |

|                                                                                     |                                                           |       |                |                                                                                     |
| 18 augustus Noords Kampioenschap 1968/71 № 269 «onderlinge duels» 18:00 uur (UTC+1) | Noorwegen                                                 | 4 – 1 | Finland        | Ullevaalstadion, Oslo Toeschouwers: 18.291 Scheidsrechter: Carl Werner Hansen (DEN) |
| 18 augustus Noords Kampioenschap 1968/71 № 269 «onderlinge duels» 18:00 uur (UTC+1) | Odd Iversen 36', 52' Ola Dybwad-Olsen 60' Harald Berg 85' |       | 75' Arto Tolsa | Ullevaalstadion, Oslo Toeschouwers: 18.291 Scheidsrechter: Carl Werner Hansen (DEN) |

|                                                                                      |         |                                                        |        |                                                                                   |
| 11 september Noords Kampioenschap 1968/71 № 270 «onderlinge duels» 18:30 uur (UTC+2) | Finland | 0 – 3                                                  | Zweden | Olympisch Stadion, Helsinki Toeschouwers: 16.839 Scheidsrechter: Karl Riegg (FRG) |
| 11 september Noords Kampioenschap 1968/71 № 270 «onderlinge duels» 18:30 uur (UTC+2) |         | 33' Leif Eriksson 63' Rolf Andersson 68' Hans Selander |        | Olympisch Stadion, Helsinki Toeschouwers: 16.839 Scheidsrechter: Karl Riegg (FRG) |

|                                                                              |                                                                                                 |       |                |                                                                              |
| 25 september WK 1970 kwalificatie № 271 «onderlinge duels» 18:15 uur (UTC+1) | Joegoslavië                                                                                     | 9 – 1 | Finland        | Stadion JNA, Belgrado Toeschouwers: 6.810 Scheidsrechter: Mitko Chukov (BUL) |
| 25 september WK 1970 kwalificatie № 271 «onderlinge duels» 18:15 uur (UTC+1) | Slaven Zambata 9', 73', 87' Vahidin Musemić 39', 57', 89' Dragan Džajić 58', 65' Ivica Osim 62' |       | 88' Arto Tolsa | Stadion JNA, Belgrado Toeschouwers: 6.810 Scheidsrechter: Mitko Chukov (BUL) |

|                                                                           |                                                                                 |       |                           |                                                                                    |
| 9 oktober WK 1970 kwalificatie № 272 «onderlinge duels» 20:00 uur (UTC+1) | België                                                                          | 6 – 1 | Finland                   | Regenboogstadion, Waregem Toeschouwers: 8.052 Scheidsrechter: János Biróczky (HUN) |
| 9 oktober WK 1970 kwalificatie № 272 «onderlinge duels» 20:00 uur (UTC+1) | Wilfried Puis 17' (pen.), 76' Odilon Polleunis 29', 39', 63' Léon Semmeling 47' |       | 82' (pen.) Tommy Lindholm | Regenboogstadion, Waregem Toeschouwers: 8.052 Scheidsrechter: János Biróczky (HUN) |

### 1969
|                                                    |           |       |         |                                                                              |
| 2 april Vriendschappelijk № 273 «onderlinge duels» | Nederland | 2 – 0 | Finland | De Kuip, Rotterdam Toeschouwers: 3.800 Scheidsrechter: Arie van Gemert (NED) |
| 2 april Vriendschappelijk № 273 «onderlinge duels» | ?         |       |         | De Kuip, Rotterdam Toeschouwers: 3.800 Scheidsrechter: Arie van Gemert (NED) |

|                                                                     |                                             |       |           |                                                                                      |
| 15 mei Vriendschappelijk № 274 «onderlinge duels» 14:00 uur (UTC+2) | Finland                                     | 3 – 1 | Nederland | Olympisch Stadion, Helsinki Toeschouwers: 6.717 Scheidsrechter: Reino Koskinen (FIN) |
| 15 mei Vriendschappelijk № 274 «onderlinge duels» 14:00 uur (UTC+2) | Kari Lehtolainen 49', 83' Timo Nummelin 70' |       | ?         | Olympisch Stadion, Helsinki Toeschouwers: 6.717 Scheidsrechter: Reino Koskinen (FIN) |

|                                                                                |                                                                    |       |         |                                                                              |
| 22 mei Noords Kampioenschap 1968/71 № 275 «onderlinge duels» 19:00 uur (UTC+1) | Zweden                                                             | 4 – 0 | Finland | Värendsvallen, Växjö Toeschouwers: 15.868 Scheidsrechter: Frede Hansen (DEN) |
| 22 mei Noords Kampioenschap 1968/71 № 275 «onderlinge duels» 19:00 uur (UTC+1) | Hans Johansson 6', 75' Tommy Svensson 58' Timo Kautonen 86' (e.d.) |       |         | Värendsvallen, Växjö Toeschouwers: 15.868 Scheidsrechter: Frede Hansen (DEN) |

|                                                                        |                |       |                                                                          |                                                                                          |
| 4 juni WK 1970 kwalificatie № 276 «onderlinge duels» 19:00 uur (UTC+2) | Finland        | 1 – 5 | Joegoslavië                                                              | Olympisch Stadion, Helsinki Toeschouwers: 8.740 Scheidsrechter: Stanisław Eksztajn (POL) |
| 4 juni WK 1970 kwalificatie № 276 «onderlinge duels» 19:00 uur (UTC+2) | Arto Tolsa 20' |       | 12' Dragan Džajić 22', 70' Josip Bukal 38' Denijal Pirić 60' Edin Sprečo | Olympisch Stadion, Helsinki Toeschouwers: 8.740 Scheidsrechter: Stanisław Eksztajn (POL) |

|                                                                         |                                  |       |        |                                                                                      |
| 25 juni WK 1970 kwalificatie № 277 «onderlinge duels» 19:00 uur (UTC+2) | Finland                          | 2 – 0 | Spanje | Olympisch Stadion, Helsinki Toeschouwers: 11.838 Scheidsrechter: Günter Männig (DDR) |
| 25 juni WK 1970 kwalificatie № 277 «onderlinge duels» 19:00 uur (UTC+2) | Tommy Lindholm 7' Arto Tolsa 20' |       |        | Olympisch Stadion, Helsinki Toeschouwers: 11.838 Scheidsrechter: Günter Männig (DDR) |

|                                                                      |                                                              |       |                  |                                                                                     |
| 24 juli Vriendschappelijk № 278 «onderlinge duels» 19:00 uur (UTC+2) | Finland                                                      | 3 – 1 | IJsland          | Olympisch Stadion, Helsinki Toeschouwers: 8.380 Scheidsrechter: Kurt Nystrand (ISL) |
| 24 juli Vriendschappelijk № 278 «onderlinge duels» 19:00 uur (UTC+2) | Ellert Schram 3' (e.d.) Olavi Rissanen 6' Tommy Lindholm 42' |       | 6' Ellert Schram | Olympisch Stadion, Helsinki Toeschouwers: 8.380 Scheidsrechter: Kurt Nystrand (ISL) |

|                                                                                     |                                  |       |                      |                                                                                      |
| 24 augustus Noords Kampioenschap 1968/71 № 279 «onderlinge duels» 18:30 uur (UTC+2) | Finland                          | 2 – 2 | Noorwegen            | Olympisch Stadion, Helsinki Toeschouwers: 10.727 Scheidsrechter: Einar Boström (SWE) |
| 24 augustus Noords Kampioenschap 1968/71 № 279 «onderlinge duels» 18:30 uur (UTC+2) | Arto Tolsa 5' Tommy Lindholm 13' |       | 21', 29' Odd Iversen | Olympisch Stadion, Helsinki Toeschouwers: 10.727 Scheidsrechter: Einar Boström (SWE) |

|                                                                                      |                                                       |       |                                  |                                                                                           |
| 10 september Noords Kampioenschap 1968/71 № 280 «onderlinge duels» 19:00 uur (UTC+1) | Denemarken                                            | 5 – 2 | Finland                          | Københavns Idrætspark, Kopenhagen Toeschouwers: 22.600 Scheidsrechter: Theo Boosten (NED) |
| 10 september Noords Kampioenschap 1968/71 № 280 «onderlinge duels» 19:00 uur (UTC+1) | Bent Jensen 12', 14', 43' Steen Rømer Larsen 25', 71' |       | 3' Tommy Lindholm 90' Arto Tolsa | Københavns Idrætspark, Kopenhagen Toeschouwers: 22.600 Scheidsrechter: Theo Boosten (NED) |

|                                                                            |                                                                                         |       |         | |
| 15 oktober WK 1970 kwalificatie № 281 «onderlinge duels» 17:00 uur (UTC+1) | Spanje                                                                                  | 6 – 0 | Finland | Estadio Municipal José Antonio, La Línea de la Concepción Toeschouwers: 20.904 Scheidsrechter: Robert Héliès (FRA) |
| 15 oktober WK 1970 kwalificatie № 281 «onderlinge duels» 17:00 uur (UTC+1) | Pirri 6' Gárate 20', 42' Manuel Velázquez 22' Amancio Amaro Varela 45' Quino Sierra 86' |       |         | Estadio Municipal José Antonio, La Línea de la Concepción Toeschouwers: 20.904 Scheidsrechter: Robert Héliès (FRA) |

UEFA: Albanië · België · Bulgarije · Cyprus · Denemarken · West-Duitsland · Duitse Democratische Republiek · Engeland · Finland · Frankrijk · Griekenland · Hongarije · Ierland · IJsland · Italië · Joegoslavië · Luxemburg · Malta · Nederland · Noord-Ierland · Noorwegen · Oostenrijk · Polen · Portugal · Roemenië · Schotland · Sovjet-Unie · Spanje · Tsjecho-Slowakije · Turkije · Wales · Zweden · Zwitserland

CAF: Madagaskar AFC: Israël

Finse voetbalbond · A-internationals · Bondscoaches · Statistieken · Fins vrouwenelftal · Olympisch elftal · Finland U21 · Finland U20 · Finland U19 · Finland U18 · Finland U17 · Finland U16
1911 – 1919 ·
1920 – 1929 ·
1930 – 1939 ·
1940 – 1949 ·
1950 – 1959 ·
1960 – 1969 ·
1970 – 1979 ·
1980 – 1989 ·
1990 – 1999 ·
2000 – 2009 ·
2010 – 2019 ·
2020 − 2029
EK 2020
OS 1912 ·
OS 1936 ·
OS 1952 ·
OS 1980
1911 · 
1912 · 
1913 · 
1914 · 
1915 · 1916 · 1917 · 1918 · 
1919 · 
1920 · 
1921 · 
1922 · 
1923 · 
1924 · 
1925 · 
1926 · 
1927 · 
1928 · 
1929 · 
1930 · 
1931 · 
1932 · 
1933 · 
1934 · 
1935 · 
1936 · 
1937 · 
1938 · 
1939 · 
1940 · 
1941 · 
1942 · 
1943 · 
1944 · 
1945 · 
1946 · 
1947 · 
1948 · 
1949 · 
1950 · 
1952 · 
1952 · 
1953 · 
1954 · 
1955 · 
1956 · 
1957 · 
1958 · 
1959 · 
1960 · 
1961 · 
1962 · 
1963 · 
1964 · 
1965 · 
1966 · 
1967 · 
1968 · 
1969 · 
1970 · 
1971 · 
1972 · 
1973 · 
1974 · 
1975 · 
1976 · 
1977 · 
1978 · 
1979 · 
1980 · 
1981 · 
1982 · 
1983 · 
1984 · 
1985 · 
1986 · 
1987 · 
1988 · 
1989 · 
1990 · 
1991 · 
1992 · 
1993 · 
1994 · 
1995 · 
1996 · 
1997 · 
1998 · 
1999 · 
2000 · 
2001 · 
2002 · 
2003 · 
2004 · 
2005 · 
2006 · 
2007 · 
2008 · 
2009 · 
2010 · 
2011 · 
2012 · 
2013 · 
2014 · 
2015 · 
2016 · 
2017 · 
2018 ·
2019 ·
2020
Albanië ·
Algerije ·
Andorra ·
Armenië ·
Azerbeidzjan ·
Bahrein ·
Barbados ·
België ·
Bermuda ·
Bolivia ·
Bosnië en Herzegovina ·
Brazilië ·
Bulgarije ·
Canada ·
Chili ·
China ·
Colombia ·
Costa Rica ·
Cyprus ·
Denemarken ·
DDR ·
(West-)Duitsland ·
Ecuador ·
Egypte ·
Engeland ·
Estland ·
Faeröer ·
Frankrijk ·
Georgië ·
Griekenland ·
Honduras ·
Hongarije ·
Ierland ·
IJsland ·
India ·
Irak ·
Israël ·
Italië ·
Japan ·
Jemen ·
Joegoslavië ·
Jordanië ·
Kameroen ·
Kazachstan ·
Koeweit ·
Kosovo ·
Kroatië ·
Letland ·
Liechtenstein ·
Litouwen ·
Luxemburg ·
Maleisië ·
Malta ·
Marokko ·
Mexico ·
Moldavië ·
Montenegro ·
Nederland ·
Noord-Ierland ·
Noord-Korea ·
Noord-Macedonië ·
Noorwegen ·
Oekraïne · 
Oman ·
Oostenrijk ·
Peru ·
Polen ·
Portugal ·
Qatar ·
Roemenië ·
Rusland ·
San Marino ·
Saoedi-Arabië ·
Schotland ·
Servië ·
Servië en Montenegro ·
Singapore ·
Slovenië ·
Slowakije ·
Sovjet-Unie ·
Spanje ·
Thailand ·
Trinidad en Tobago ·
Tsjechië ·
Tsjecho-Slowakije ·
Tunesië ·
Turkije ·
Uruguay ·
Verenigde Arabische Emiraten ·
Verenigde Staten ·
Wales ·
Wit-Rusland ·
Zuid-Korea ·
Zweden ·
Zwitserland
België (2021) · 
Denemarken (2021) · 
Rusland (2021)